# زابینه براون
زابینه براون (آلمانی: Sabine Braun؛ زادهٔ ۱۹ ژوئن ۱۹۶۵) ورزشکار هفت‌گانه اهل آلمان بود.